# Нижегородский театр оперы и балета имени А. С. Пушкина
Нижегородский государственный академический театр оперы и балета имени А. С. Пушкина (также — Оперный театр) — нижегородский театр, основанный в 1935 году как Горьковский театр оперы и балета. Расположен в Советском районе Нижнего Новгорода.
Количество мест в зрительном зале — 1152.

## История

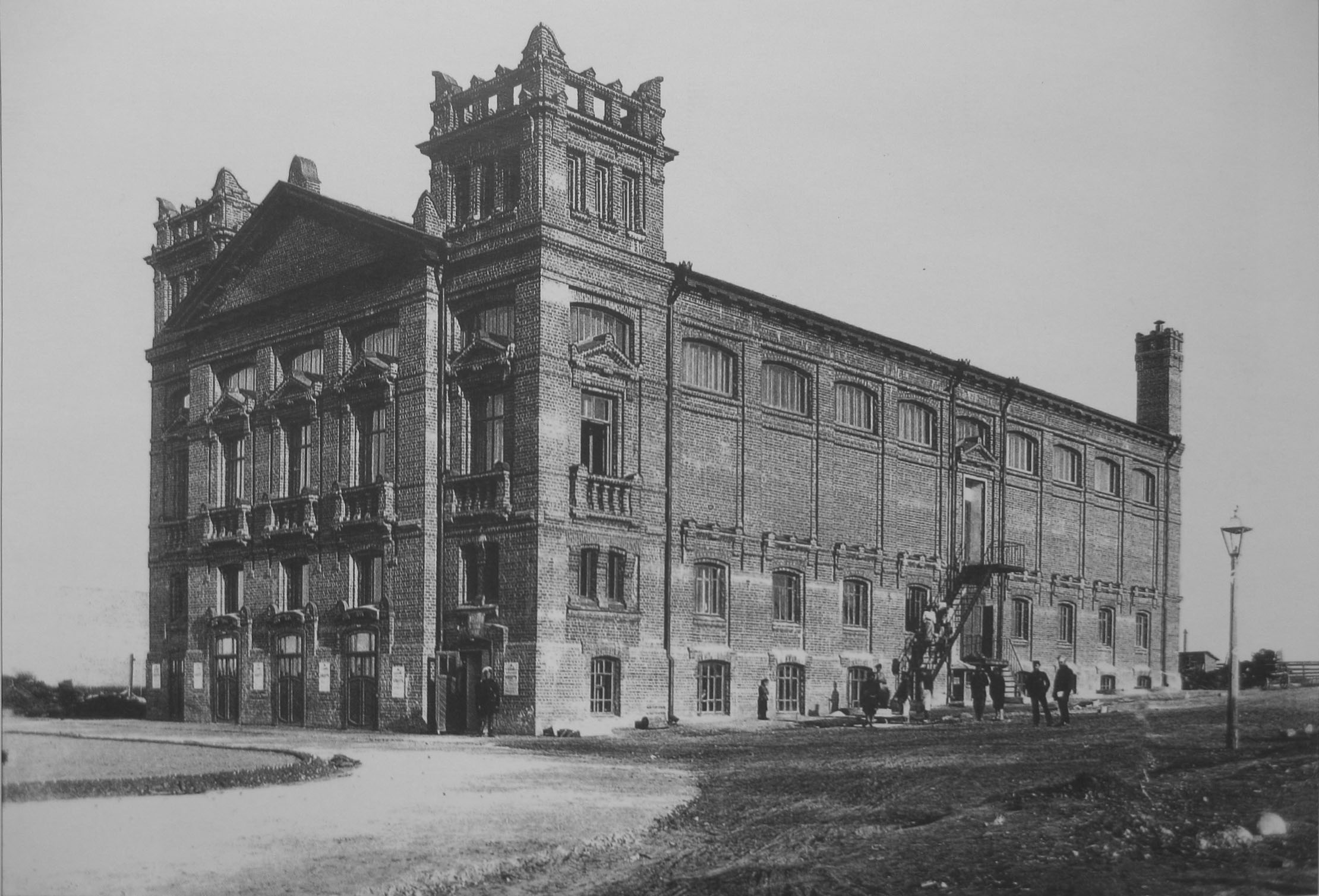
Народный дом, 1900-е годы, фото Максима Дмитриева

Постановление об организации в городе оперного театра было принято Горсоветом в 1931 году. Под театр было решено перестроить здание Народного дома. Народный дом был построен в 1903 году по инициативе Общества распространения начального образования в Нижегородской губернии при содействии М. Горького. Он был задуман как «очаг культуры» в губернском городе (клуб, библиотека, самодеятельный театр).
Здание было построено по проекту архитектора П. П. Малиновского на частные пожертвования, большие из которых были сделаны графиней С. В. Паниной и Ф. И. Шаляпиным, давшим по просьбе Горького концерт в пользу строительства.
Акт о приемке к эксплуатации перестроенного здания Госкомиссия подписала 31 мая 1935 года, а 1 июля начались гастроли Музыкального театра им. В. И. Немировича-Данченко, затем Ленинградской хоровой капеллы и Киевской музыкальной комедии.
К 24 октября 1935 года театр подготовил своё первое представление — оперу А. Бородина «Князь Игорь». Открывать сезон этим произведением стало традицией.

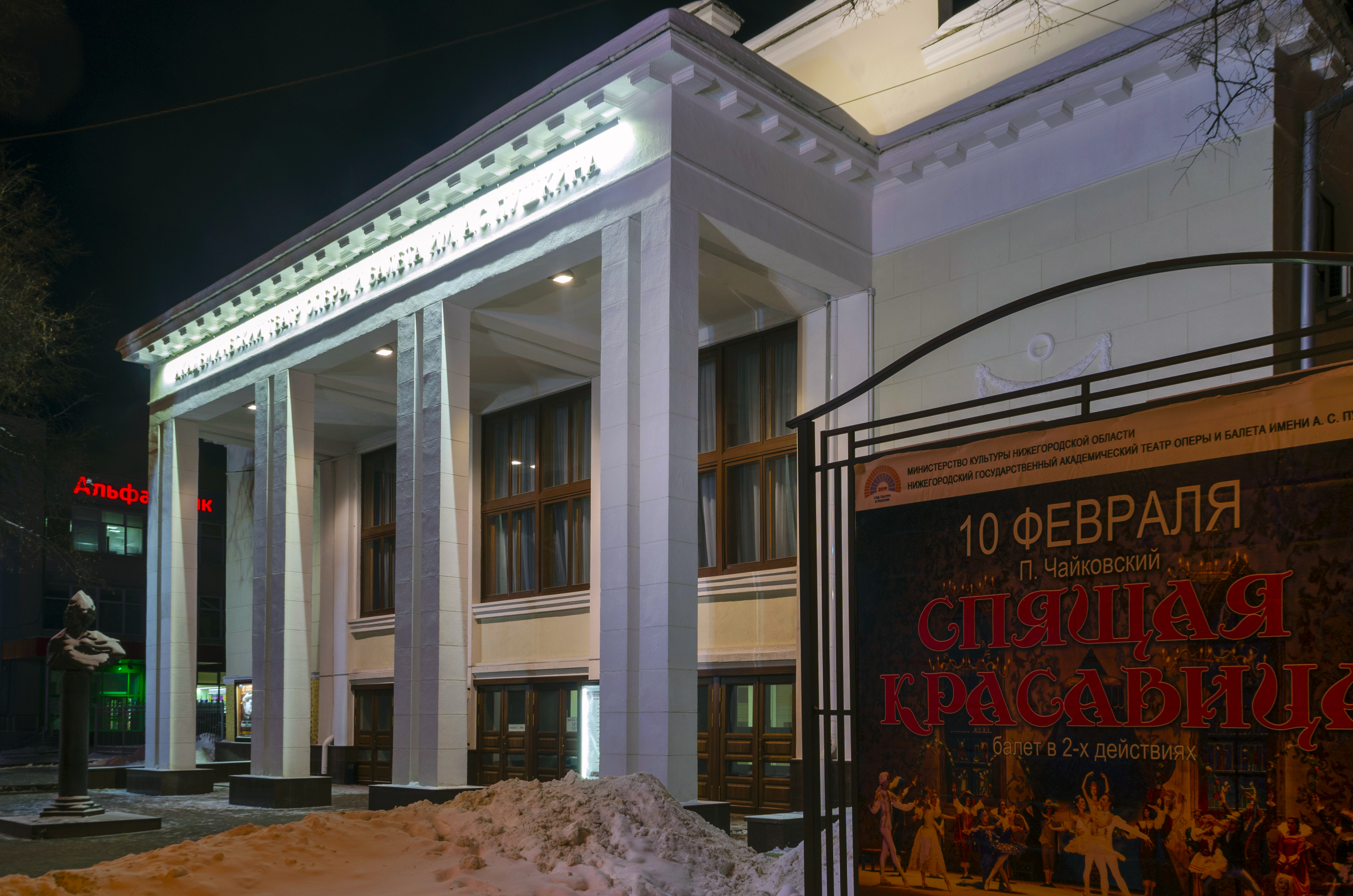
Оперный театр. 2019 год

Вторым спектаклем репертуара стал «Евгений Онегин». В первом сезоне силами довольно большой труппы (45 солистов оперы, 50 музыкантов оркестра, 53 артиста балета, 57 артистов хора) были поставлены (кроме выше названных) оперы «Аида», «Риголетто», «Царская невеста», «Севильский цирюльник», «Паяцы», балеты «Дон Кихот», «Лебединое озеро» и балетный дивертисмент.
Театр уверенно заявил о себе. Зрительский интерес и внимание общественности подтверждали историческую необходимость открытия в Нижнем Новгороде Государственного театра оперы и балета. Это «явилось самым крупным событием в музыкальной жизни города 30-х годов».
10 февраля 1937 года театр был назван именем А. С. Пушкина. В том же году состоялись первые гастроли театра в Костроме.
В 1986 году состоялся первый всероссийский пушкинский фестиваль оперного и балетного искусства «Болдинская осень». Со второго фестиваля, который состоялся в 1988 году, «Болдинская осень» проводится ежегодно.
В 1993 году театр открыл хореографическое отделение при Нижегородском театральном училище им. Е. А. Евстигнеева, что стабилизировало и во многом решило проблему набора кадров в балетную труппу.
В 1994 году театр получил звание «академический».
В 2009 году было объявлено о планах по строительству нового здания театра в парке Пушкина. Проект находится в стадии разработки.
В июне—сентябре 2016 года проводились ремонтно-реставрационные работы. Были отреставрированы фасад, зрительный зал и интерьер

### Гастроли
Первые гастроли проходили в Костроме в 1937 году. Сегодня в гастрольную географию театра входят Москва, Санкт-Петербург, Киев, города России от Мурманска до Оренбурга, от Сочи до Петрозаводска. Первые зарубежные гастроли состоялись в 1992 году: оперной труппы — в Италии, балетной труппы — в Испании. Нижегородская опера представляла российское искусство во Франции (1993—1995), Македонии (1993), Германии (1995); балет многократно гастролировал в Китае (1995, 1996, 1998, 2002—2005, 2009—2010), США (1999), Италии (2001, 2003, 2005, 2006), Испании (2007—2008 и 2011—2012).

## Коллектив
См. также категорию Персоналии:Нижегородский ТЮЗ
С 1938 по 1943 год в театре работал выдающийся режиссёр Борис Покровский (с 1940 года — главным режиссёром). По его воспоминаниям 

Горьковский оперный театр в то время являлся сосредоточением необыкновенно талантливых людей. Там были великолепные дирижёры Исидор Зак, Лев Любимов, Александр Ерофеев, умный и одаренный главный режиссёр Марк Валентинов. Лучшего театрального художника, чем Анатолий Мазанов я не знаю. Я хорошо помню фамилии замечательных артистов: Софья Коновалова, Валентина Викторова, Валентина Симанская, Мария Чиненкова. Такого артиста, как Иван Струков, я больше в жизни не встречал. Директором театра тогда был Николай Васильевич Сулоев, влюбленный в театр человек, делавший все для его развития. Работа в Горьковском театре — благословенный миг моей жизни, длившийся годы.

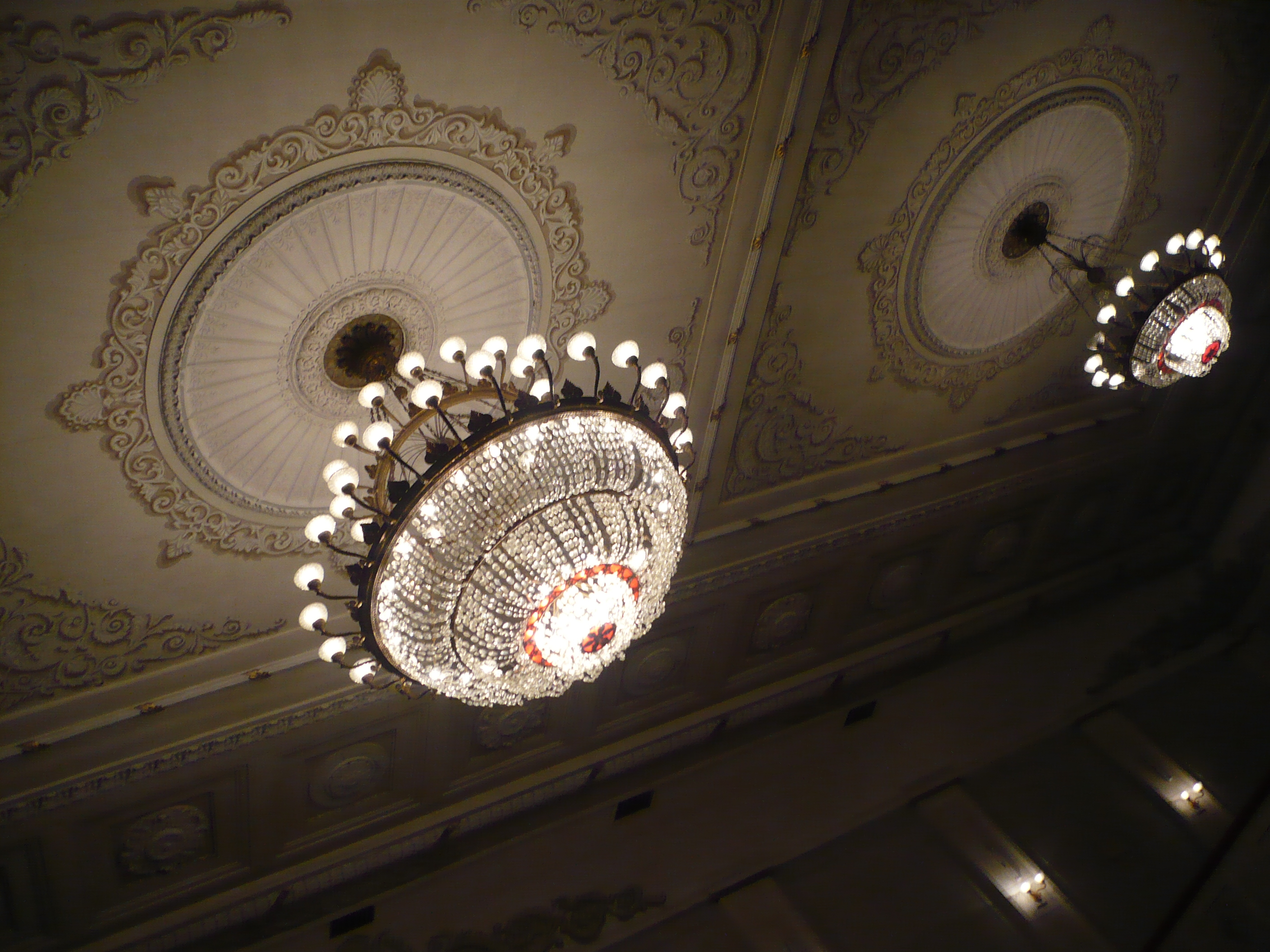
Нижегородский Государственный академический театр оперы и балета им. А. С. Пушкина. Люстры в зрительном зале

Большой вклад в становление и развитие театра внесли
- режиссёры: М. М. Валентинов, О. М. Моралев, Г. С. Миллер, А. Н. Зыков;
- дирижёры: П. М. Резников (с 1968 по 1986 — директор), В. И. Пирадов, А. Г. Ерофеев, И. А. Зак, Л. В. Любимов, И. Э. Шерман, Л. Ф. Худолей, А. Д. Шморгонер, А. Я. Войскунский;
- балетмейстеры: П. К. Йоркин, В. А. Кононович, М. Д. Цейтлин, Г. И. Язвинский, Л. А. Серебровская;
- хормейстеры: С. К. Глаудан, П. С. Скаковский, Г. П. Муратов;
- зав. литературной частью: Г. К. Покровская;
- художники: А. М. Мазанов и В. М. Мазанов, В. И. Баженов.

### Солисты оперы
- Алексик, Андрей Андреевич (в театре 1970—1975; бас), народный артист РСФСР
- Зырянова, Лариса Даниловна (в театре 1972—2022; драматическое сопрано), народная артистка РСФСР.
- Н. А. Киришев
- П. Платонов,
- Правилов, Александр Сергеевич (бас), народный артист РСФСР
- Н. А. Дружков,
- И. Я. Струков,
- П. Шумская,
- М. Л. Чиненкова
- В. В. Викторова
- Н. И. Гусельникова
- З. Н. Никитин
- И. Г. Малинина
- А. М. Бурлацкий
- В. Н. Ермаков
- В. А. Бусыгин

В настоящее время ведущими солистами оперы и балета являются также такие известные артисты как заслуженные артисты России Е. Н. Шевченко, В. А. Кубасов, Н. В. Товстоног, Д. А. Суханов, Л. А. Сычёв, А. В. Ипполитова, С. Н. Перминов, Е. В. Мосолова.

### Руководство
- директор: Маврина Татьяна Николаевна
- художественный руководитель: Алексей Трифонов (с 1 января 2022 года)[4][5]
- заместитель художественного руководителя по оркестру: Дмитрий Синьковский (с 1 января 2022 года)[4][5]
- управляющий балетом театра: Валерий Коньков

## Репертуар
Основу репертуара театра с первых лет составляет русская и зарубежная классика. Помимо популярных произведений ставятся и редко исполняемые, такие как «Нижегородцы» Э. Направника, «Юдифь» А. Серова, «Гугеноты» Д. Мейербера, «Фра-Дьяволо» Д. Обера, «Лакме» Л. Делиба, «Дочь кардинала» Галеви и другие.
Были поставлены все оперы Глинки, Даргомыжского, Мусоргского, оперы и балеты Чайковского.
Среди спектаклей находят себе место произведения современных авторов: С. Прокофьева, И. Стравинского, Д. Шостаковича, Т. Хренникова, Д. Кабалевского, А. Крейна, М. Чулаки, Р. Глиэра, Дж. Гершвина, А. Эшпая, А. Хачатуряна, А. Петрова, А. Рыбникова, Ф. Амирова, К. Ламбова, П. Клиничева, Ш. Чалаева.
Репертуар включает также произведения нижегородских композиторов, например, оперы «Степан Разин» и «Фома Гордеев» А. Касьянова; балет «Тимур и его команда», оперы «Летят журавли» и «Современная пастораль» А. Нестерова; оперетту «Крутые повороты» Б. Благовидова, оперу-мюзикл «Коко Шанель: страницы жизни» Э. Фертельмейстера, мюзикл в водевильных тонах Э. Фертельмейстера «Красавец-мужчина». На сцене театра впервые была исполнена кантата Б. Гецелева «Храни меня, мой талисман».
За свою историю театр, носящий имя А. С. Пушкина, выпустил 69 спектаклей по произведениям поэта, среди них оперы: «Пиковая дама», «Евгений Онегин», « Мазепа» П. Чайковского, «Каменный гость», «Русалка» А. Даргомыжского, «Руслан и Людмила» М. Глинки, « Золотой петушок», «Моцарт и Сальери» Н. Римского-Корсакова, балеты «Бахчисарайский фонтан», «Медный всадник», «Метель» и другие.
С 1986 года проводится Всероссийский Пушкинский фестиваль оперного и балетного искусства «Болдинская осень», в котором принимают участие гости как из ближнего так и, начиная с шестого фестиваля, дальнего зарубежья. Начиная с третьего фестиваля традиционными стали поездки его участников с концертами в Большое Болдино — старинную Нижегородскую вотчину Пушкиных.